# Франсіско де Ройг
Франсіско де Ройг (ісп. Francisco De Roig, 18 серпня 1900 — 22 липня 1953) — іспанський хокеїст на траві. Грав за клуб «Депортіво» з Тарраси. Увійшов до складу збірної Іспанії на літніх Олімпійських іграх 1928 в Амстердамі, де вона поділила 7-8-ме місця. Грав у полі, зіграв 1 матч і забив 1 гол у ворота збірної Нідерландів.